# Nad Stawem
Nad Stawem (daw. Nadstaw, Nadstawem) – wieś w Polsce, położona w województwie wielkopolskim, w powiecie rawickim, w gminie Jutrosin.
| SIMC    | Nazwa             | Rodzaj    |
| ------- | ----------------- | --------- |
| 0370984 | Jutrosin-Odbudowa | część wsi |

W latach 1975–1998 wieś administracyjnie należała do województwa leszczyńskiego.
W okresie Wielkiego Księstwa Poznańskiego (1815-1848) miejscowość wzmiankowana jako Nadstawy Olendry należała do wsi większych w ówczesnym pruskim powiecie Kröben (krobskim) w rejencji poznańskiej. Nadstawy Olendry należały do okręgu jutroszyńskiego tego powiatu i stanowiły część majątku Dubinko, którego właścicielem był wówczas (1846) książę Adam Jerzy Czartoryski. Według spisu urzędowego z 1837 roku wieś liczyła 168 mieszkańców, którzy zamieszkiwali 12 dymów (domostw).